# Modongan
Modongan is een bestuurslaag in het regentschap Mojokerto van de provincie Oost-Java, Indonesië. Modongan telt 5318 inwoners (volkstelling 2010).